# Makoto Ōkubo
Makoto Ōkubo (jap. 大久保 誠, Ōkubo Makoto; * 3. Mai 1975 in der Präfektur Nagasaki) ist ein ehemaliger japanischer Fußballspieler.

## Karriere
Ōkubo erlernte das Fußballspielen in der Schulmannschaft der Nagasaki Nihon University High School und der Universitätsmannschaft der Fukuoka-Universität. Seinen ersten Vertrag unterschrieb er 1998 bei den Sanfrecce Hiroshima. Der Verein spielte in der höchsten Liga des Landes, der J1 League. 1999 erreichte er das Finale des Kaiserpokal. Für den Verein absolvierte er 17 Erstligaspiele. Ende 2000 beendete er seine Karriere als Fußballspieler.

## Erfolge
Sanfrecce Hiroshima
- Kaiserpokal

Finalist: 1999